# Scott McGill
Pour les articles homonymes, voir McGill.
Scott McGill, né le 20 septembre 1998 à Fallston dans le Maryland,, est un coureur cycliste américain, professionnel depuis 2020.

## Biographie
Scott McGill participe à ses premières courses cyclistes vers l'âge de treize ans.

## Palmarès et résultats

### Par année
- 2017
  - 1re et 2e étapes du Tour of Washington County
- 2018
  - 2e étape du Tour of Washington County
  - 2e du Rochester Twilight Criterium
  - 3e du championnat des États-Unis du critérium espoirs
- 2019
  - Spin the District College Park Criterium
  - 2e et 5e étapes du Tour de Tobago
  - 2e du Wilmington Grand Prix
  - 2e du Tour de Tobago
  - 3e du Tulsa Tough
- 2021
  - 2e de la Clarendon Cup
- 2022
  - Wilmington Grand Prix
  - 1re et 7e étapes du Tour du Portugal
  - 3e du Tour de Somerville
- 2024
  - 1re étape du Tour international de Rhodes
  - 4e étape de la Redlands Bicycle Classic
  - 2e étape du Tour of the Gila
  - 2e du Gastown Grand Prix
  - 3e du championnat des États-Unis du critérium
  - 3e de la Crystal Cup
- 2025
  - 5e étape de la Redlands Bicycle Classic
  - 2e du championnat des États-Unis du critérium

### Classements mondiaux
| Année                                 | 2018  | 2019  | 2020 | 2021  | 2022 | 2023 | 2024 |
| ------------------------------------- | ----- | ----- | ---- | ----- | ---- | ---- | ---- |
| Classement mondial                    | 2995e | 3055e | nc   | 2339e | 970e | 682e | 644e |
| UCI America Tour                      | 410e  | 512e  | nc   | 395e  | 108e | 65e  | 64e  |
|                                       |       |       |      |       |      |      |      |
| Légende : nc = non classéSource : UCI |       |       |      |       |      |      |      |